# Prima Categoria 1909-1910
La Prima Categoria 1909-1910 è stata la 13ª edizione del massimo campionato italiano di calcio, disputata tra il 7 novembre 1909 e il 29 maggio 1910 e conclusa con la vittoria dell'Inter, al suo primo titolo.
I nerazzurri, fondati appena due anni prima, sconfissero nello spareggio la Pro Vercelli al termine del primo campionato a girone unico disputato in Italia, formula che sarebbe stata introdotta stabilmente solo venti anni dopo.

## Stagione
Il torneo fu il tredicesimo campionato italiano di calcio organizzato dalla Federazione Italiana Giuoco Calcio (FIGC).

### Novità
L'Ausonia prende parte per la prima volta al campionato.

#### La grande riforma
Nell'agosto 1909 l'Assemblea annuale della Federazione tenutasi a Milano mise in atto una storica rivoluzione nel campionato. Ispirandosi al modello della First Division britannica, vennero abolite le eliminatorie regionali istituendo un girone unico per l'assegnazione del titolo nazionale. La formula era molto semplice, perché ogni squadra avrebbe incontrato ogni sua avversaria due volte, una giocando in casa ed una in trasferta. Il risultato fu un drastico aumento delle gare e l'inizio del torneo in autunno. Escluse le formazioni del Veneto reduci da prestazioni fallimentari, vennero ammesse al torneo dieci squadre del Triangolo industriale, cioè le nove dei due campionati della precedente annata più i milanesi dell'Ausonia, accettata in virtù dei buoni risultati conseguiti nelle ultime amichevoli; tuttavia, la defezione del Piemonte per motivi economici, logistici e soprattutto sportivi, lasciò il torneo zoppo.
Nell'Assemblea federale del 1909 si decise inoltre di unificare i due tornei federale e italiano in un solo campionato nazionale a girone unico, pur continuando ad assegnare i due riconoscimenti di Campione Federale, promosso dopo la passata stagione a titolo assoluto di "Campione d'Italia", e di Campione Italiano, retrocesso invece a titolo "minore". Secondo l'articolo 2 del Regolamento dei Campionati della FIGC promulgato a Milano l'8 agosto 1909 (esattamente 3 mesi prima dell'inizio):
La suddivisione tra un campionato federale aperto a tutti e uno italiano riservato ai soli giocatori italiani, che caratterizzò le due stagioni precedenti, non fu, dunque, abolita de iure in quanto, pur disputandosi un unico torneo, vennero assegnati due titoli distinti. A chiarire il regolamento è un articolo del Corriere della sera datato 24 ottobre 1909:
A tal proposito, infatti, il settimanale Foot-ball, rivista ufficiale della FIGC, indicava ogni settimana con un asterisco «le squadre che partecipano al campionato italiano», cioè Pro Vercelli, USM, Doria e Ausonia, composte unicamente da italiani: la migliore classificata tra le quattro iscritte in base agli scontri diretti avrebbe vinto il titolo di campione italiano. Contrariamente a quanto stabilito nel 1908 e nel 1909, era dunque il campione federale a essere riconosciuto come "Campione d'Italia", mentre il titolo italiano assunse un valore secondario e venne per giunta disconosciuto a posteriori.

### Formula
Il campionato si giocò a girone unico.

### Avvenimenti
Il primo torneo a girone unico fu caratterizzato da un serrato testa a testa fra l'Inter e i campioni in carica della Pro Vercelli, risolto da uno dei più controversi esiti nella storia del calcio nostrano. Dopo un brutto inizio, la formazione nerazzurra infilò una striscia record di undici successi consecutivi, ma un'inattesa sconfitta contro il Genoa avvenuta il 3 aprile 1910 precluse matematicamente ai meneghini la possibilità di sorpassare in classifica i vercellesi (già sicuri vincitori del titolo di "campione italiano"). Il 10 aprile l'Inter batté il Torino per 7-2 e agganciò la Pro Vercelli in testa alla graduatoria, rendendo necessario uno spareggio per l'assegnazione del titolo federale. In virtù dell'articolo 8 del regolamento federale, che stabiliva che lo spareggio si sarebbe tenuto «sul campo della società che conterà al suo attivo il numero maggiore tra le porte fatte e perdute» (cioè con la miglior differenza reti), i piemontesi ottennero che la partita si svolgesse proprio a Vercelli. Nel caso lo spareggio fosse finito in parità sarebbe stato ripetuto in campo neutro.
Le controversie cominciarono quando la Federazione dovette stabilire la data della sfida: poiché il 5 e l'8 maggio si sarebbero tenuti dei match preparatori per l'esordio della Nazionale italiana del 15 maggio contro la Francia, divenne necessario far giocare lo spareggio quando ancora si dovevano recuperare alcune gare di campionato ormai ininfluenti. Rimanevano, quindi, solo tre domeniche disponibili: il 17 aprile, il 24 aprile e il 1º maggio. Il 10 aprile, appena ottenuta la certezza matematica dello spareggio, il presidente vercellese Luigi Bozino comunicò alla FIGC la sua opposizione alle prime due date e richiese la disputa della gara al 1º maggio per motivi organizzativi: il giorno 17, infatti, vari giocatori della Pro Vercelli erano occupati in una competizione studentesca organizzata dal giornale milanese il Secolo, mentre il giorno 24 era in programma un torneo tra squadre militari indetto anch'esso dal Secolo, a cui la Pro doveva fornire 3 giocatori: Fresia, Felice Milano e Innocenti. I piemontesi, inoltre, erano in trattativa con l'Ausonia per disputare, sempre il 24 aprile, un'amichevole a Caresana in occasione della festa patronale. La Pro Vercelli ricevette, quindi, assicurazioni verbali sul buon esito della richiesta dal presidente della Federazione Luigi Bosisio, sebbene la decisione finale riguardo alla data dello spareggio non spettasse direttamente a lui ma al Consiglio federale. L'Inter, però, manifestò l'11 aprile il suo rifiuto alla doppia posticipazione dell'incontro: i nerazzurri, infatti, fecero presente che dal 1º maggio dovevano disputare una tournée calcistica in Toscana ed Emilia, e che due calciatori, Zoller e Fossati, avrebbero avuto degli impedimenti lavorativi.
La svolta in questa situazione di impasse giunse il 17 aprile, quando nessun calciatore della Pro Vercelli partecipò al succitato torneo studentesco. Nonostante i campioni in carica si giustificassero, sostenendo che fu il preside dell'Istituto Tecnico di Vercelli a osteggiare la presenza dei ragazzi alla manifestazione in assenza di una speciale autorizzazione dei genitori, il Consiglio federale sospettò che la posticipazione dello spareggio fosse stata chiesta dai vercellesi solo per consentire ai propri elementi un maggior riposo e per recuperare alcuni atleti acciaccati, decidendo il 19 aprile di programmare la gara per il giorno 24 e per il 1º maggio l'eventuale ripetizione da giocare in caso di pareggio. In effetti, un'"ultim'ora" del 21 aprile pubblicata da Foot-Ball, la rivista ufficiale della FIGC, riportò che alcuni dirigenti della Pro, in visita a Milano presumibilmente per fare «pratiche per il rinvio del match», avevano confermato che un paio di giocatori vercellesi (Rampini e Corna) sarebbero stati indisponibili per motivi di salute.
Il presidente Bozino, dopo aver proposto invano all'Inter di disputare lo spareggio il 1º maggio a Milano, si mantenne sulle sue posizioni ed annunciò il 23 aprile che aveva deciso in segno di protesta di schierare la formazione giovanile composta da ragazzini dagli undici ai quindici anni. I nerazzurri, invece, rispettando gli ordini della Federazione, giocarono con la prima squadra ottenendo uno scontato successo e la conquista del loro primo titolo nazionale, pur fra l'ostilità e gli sberleffi dei giovani giocatori avversari, nonché dei tifosi piemontesi e dei calciatori della prima squadra vercellese presenti in tribuna. A tal proposito, sempre la rivista FIGC Foot-Ball scrisse indignata:
La Pro Vercelli dunque mandò in campo, in una finale di campionato di prima categoria, la sua quarta squadra: si fece rappresentare dai bambini [...] La squadra che si contrapporrà agli internazionali tarda non poco a comparire [...] Ma eccoli finalmente, i componenti la quarta squadra della Pro Vercelli, teneri bambinelli, dagli undici ai quattordici anni. E il pubblico ad acclamare, a ridere di gusto. Una folla da delirio. L'arbitro, signor Meazza dell'USM, verifica le tessere. Capitano della squadra vercellese è un bamboccio undicenne, alto sì e no un metro, che si reca dal lunghissimo Fossati, il capitano della Società milanese, a presentargli dei... cioccolatini. Poi offre a Peterlj un pezzo di gesso da lavagna: affinché segni la sua grande giornata [...]
La buffonata si inizia con un sottile spirito di raffinata malvagità, i vercellesi hanno trovato la loro più terribile forma di vendetta: hanno scagliati i loro giuocatori più piccoli di più tenera età, contro gli avversari. E hanno detto loro: – Dileggiateli, burlatevi di essi nel modo che crederete migliore. Voi non correte nessun pericolo: siete piccoli mentre essi sono grandi: essi non oseranno toccarvi. E se facessero una simile vigliaccheria, guai a loro! Forti dunque della vostra piccolezza, provocateli meglio che potrete: noi vi applaudiremo, vi incoraggeremo, li insulteremo a nostra volta [...]
Sul campo, ne avveniva d'ogni colore. Quei minuscoli prepotenti toccavano la palla con le mani, spingevano gli avversari, si fermavano in atto di comica minaccia, come avevano visto fare ai foot-ballers grandi, pretendendo di essere stati urtati. Dopo segnati i primi goals senza molta fatica, gli internazionali giuocarono solo per finire la partita. E allora, vedendo che gli avversari non volevano schiacciarli, i vercellesi stessi si segnarono dei goals. I backs tiravano essi nella propria rete. O sport, dove eri andato a finire? [...]
Finalmente la burla colossale ebbe termine: mentre gli internazionali si avviavano al loro cascinale, qualcuno di essi ebbe a
ricevere calci nelle gambe da qualche spettatore imbestialito. [...] una cosa ci ha fatto veramente piacere: e cioè l'ammirevole contegno che tennero i quattro italiani e i sette svizzeri [in realtà cinque e sei, ndr] componenti il FC Internazionale. Ai dileggi, alle provocazioni, essi opposero calma e serietà, dimostrandosi superiori a tutta la bambinesca gazzarra che avveniva intorno a loro. Essi furono dei veri uomini di sport [...] non si ebbero dai componenti di questa [équipe] il minimo atto di violenza.»
(Cronaca dell'incontro riportata da Foot-Ball, rivista ufficiale della FIGC, trascritto in Chiesa, op. cit., pp. 26-30.)
Il club interista emanò poi un durissimo comunicato in cui criticò aspramente il comportamento della Pro Vercelli e dei suoi sostenitori, giudicandolo gravemente antisportivo e minacciando di dichiarare l'anno dopo forfait ad ogni partita contro i vercellesi, dalla prima squadra alle giovanili. Lo stesso giorno della sfida la Pro Vercelli, su suggerimento di un socio del Milan, presentò ricorso alla Federazione per la presunta posizione irregolare del giocatore nerazzurro Ermanno Aebi, cittadino svizzero ma spacciato, secondo i vercellesi, dall'Inter per italiano: se il ricorso fosse stato accolto, l'Inter avrebbe perso a tavolino Inter-Torino del 10 aprile e il titolo sarebbe stato assegnato automaticamente alla Pro. Il ricorso venne però respinto, con la motivazione che, pur essendo Aebi svizzero «è di nascita italiana e in Italia dimora dalla sua nascita – salvo una breve interruzione per causa di studio – ciò che gli permette di non cadere in incompatibilità col disposto degli articoli [del regolamento]».
Il 1º maggio la Federazione punì la Pro Vercelli, comminando alla società una sanzione di 200 lire e squalificando i suoi calciatori e il suo campo da gioco per l'intero anno 1910, per aver fatto giocare la quarta squadra nonostante non potesse «subordinare le gare di campionato ad altre gare indette da società o da enti privati» e per avere «incitato i suoi giuocatori a beffarsi degli avversari, dando così nessun esempio di correttezza sportiva, né verso gli avversari, né verso i propri giuocatori». Il successivo 8 settembre, tuttavia, si tenne a Milano una competizione podistica che sancì la pace fra nerazzurri e biancocrociati, e la FIGC concesse una riduzione di pena agli atleti vercellesi, consentendo loro di prender parte da ottobre alla nuova stagione.

## Squadre partecipanti
Con un asterisco sono indicate le squadre iscritte al campionato italiano.
| Club          | Dettaglio | Città    | Stadio                         | Stagione precedente |
| ------------- | --------- | -------- | ------------------------------ | --- |
| Andrea Doria* | dettagli  | Genova   | Campo sportivo della Cajenna   | - Eliminatorie liguri del camp.federale di 1ª Cat. - Semifinale liguria-piemonte del disconosciuto camp.italiano        |
| Ausonia*      | dettagli  | Milano   | Campo Acquabella               | Eliminata nel gir.milanese di Terza Categoria                                                                           |
| Genoa         | dettagli  | Genova   | Campo sportivo di San Gottardo | Semifinale ligure-piemontese del camp.federale di 1ª Cat.                                                               |
| Inter         | dettagli  | Milano   | Campo di Ripa Ticinese         | 3º posto nel girone lombardo del camp.federale di 1ª Cat.                                                               |
| Juventus      | dettagli  | Torino   | Stadio di Corso Sebastopoli    | - Primo turno cittadino nel girone piemontese del camp.federale di 1ª Cat. - Vincitrice del disconosciuto camp.italiano |
| Milan         | dettagli  | Milano   | Campo Milan di Porta Monforte  | 2º posto nel girone lombardo del camp.federale di 1ª Cat.                                                               |
| Pro Vercelli* | dettagli  | Vercelli | Campo piazza Conte di Torino   | Campione d'Italia |
| Torino        | dettagli  | Torino   | Campo di Piazza d'Armi         | Secondo turno elim.piemontese del camp.federale di 1ª Cat.                                                              |
| US Milanese*  | dettagli  | Milano   | Campo Cascina Mojetta          | - Finalista del campionato federale di 1ª Cat. - Finalista del disconosciuto camp.italiano                              |

## Classifica finale
|  | Pos. | Squadra      | Pt | G  | V  | N | P  | GF | GS | DR  |
|  | ---- | ------------ | -- | -- | -- | - | -- | -- | -- | --- |
|  | 1.   | Inter        | 25 | 16 | 12 | 1 | 3  | 55 | 26 | +29 |
|  | 2.   | Pro Vercelli | 25 | 16 | 12 | 1 | 3  | 46 | 15 | +31 |
|  | 3.   | Juventus     | 18 | 16 | 8  | 2 | 6  | 29 | 20 | +9  |
|  | 4.   | Torino       | 17 | 16 | 8  | 1 | 7  | 45 | 30 | +15 |
|  | 4.   | Genoa        | 17 | 16 | 7  | 3 | 6  | 31 | 23 | +8  |
|  | 6.   | Milan        | 13 | 16 | 6  | 1 | 9  | 24 | 36 | -12 |
|  | 6.   | US Milanese  | 13 | 16 | 6  | 1 | 9  | 35 | 53 | -18 |
|  | 8.   | Andrea Doria | 11 | 16 | 5  | 1 | 10 | 18 | 40 | -22 |
|  | 9.   | Ausonia      | 5  | 16 | 0  | 5 | 11 | 16 | 54 | -42 |

Legenda:
      Campione Federale (Campione d'Italia).
Note:
Due punti a vittoria, uno a pareggio, zero a sconfitta.
Pari merito in caso di pari punti.

### Campionato italiano
Il titolo secondario di campione italiano fu disconosciuto a posteriori.
|  | Pos. | Squadra      | Pt | G | V | N | P | GF | GS | DR  |
|  | ---- | ------------ | -- | - | - | - | - | -- | -- | --- |
|  | 1.   | Pro Vercelli | 10 | 6 | 5 | 0 | 1 | 19 | 6  | +13 |
|  | 2.   | Andrea Doria | 7  | 6 | 3 | 1 | 2 | 9  | 8  | +1  |
|  | 2.   | US Milanese  | 6  | 6 | 3 | 0 | 3 | 20 | 17 | +3  |
|  | 4.   | Ausonia      | 1  | 6 | 0 | 1 | 5 | 2  | 19 | -17 |

Legenda:
      Campione Italiano.
Note:
Due punti a vittoria, uno a pareggio, zero a sconfitta.
Pari merito in caso di pari punti.

### Squadra campione
| Formazione tipo (2-3-5)                                                                  | Giocatori (ruolo)  |
| ---------------------------------------------------------------------------------------- | ------------------ |
| Campelli Fronte Zoller I Jenni Fossati I Stebler Capra II Payer I Peterly I Aebi Schuler | Piero Campelli     |
| Campelli Fronte Zoller I Jenni Fossati I Stebler Capra II Payer I Peterly I Aebi Schuler | Roberto Fronte     |
| Campelli Fronte Zoller I Jenni Fossati I Stebler Capra II Payer I Peterly I Aebi Schuler | Alfredo Zoller I   |
| Campelli Fronte Zoller I Jenni Fossati I Stebler Capra II Payer I Peterly I Aebi Schuler | Hans Jenni         |
| Campelli Fronte Zoller I Jenni Fossati I Stebler Capra II Payer I Peterly I Aebi Schuler | Virgilio Fossati I |
| Campelli Fronte Zoller I Jenni Fossati I Stebler Capra II Payer I Peterly I Aebi Schuler | Adolph Stebler     |
| Campelli Fronte Zoller I Jenni Fossati I Stebler Capra II Payer I Peterly I Aebi Schuler | Giovanni Capra II  |
| Campelli Fronte Zoller I Jenni Fossati I Stebler Capra II Payer I Peterly I Aebi Schuler | Carlo Payer I      |
| Campelli Fronte Zoller I Jenni Fossati I Stebler Capra II Payer I Peterly I Aebi Schuler | Ernest Peterly I   |
| Campelli Fronte Zoller I Jenni Fossati I Stebler Capra II Payer I Peterly I Aebi Schuler | Ermanno Aebi       |
| Campelli Fronte Zoller I Jenni Fossati I Stebler Capra II Payer I Peterly I Aebi Schuler | Bernard Schuler    |

## Risultati

### Calendario
Con un asterisco * sono indicati gli incontri valevoli per il titolo di campione italiano.
| (1ª)   | (1ª) | Prima giornata             |
|        |      |                            |
| 7 nov. | 0-1  | US Milanese-Genoa          |
| 7 nov. | 3-1  | Torino-Juventus            |
| 7 nov. | 1-0  | Pro Vercelli-Andrea Doria* |
| 7 nov. | 2-2  | Inter-Ausonia              |

| (2ª)    | (2ª) | Seconda giornata   |
|         |      |                    |
| 14 nov. | 2-0  | Juventus-Inter     |
| 14 nov. | 2-1  | Milan-Ausonia      |
| 14 nov. | 3-2  | US Milanese-Torino |
| 14 nov. | 5-2  | Pro Vercelli-Genoa |

| (3ª)    | (3ª) | Terza giornata     |
|         |      |                    |
| 21 nov. | 1-4  | Inter-Pro Vercelli |
| 21 nov. | 6-2  | Genoa-Ausonia      |
| 21 nov. | 2-1  | US Milanese-Milan  |
| 21 nov. | 3-0  | Juventus-Torino    |

| (4ª)    | (4ª) | Quarta giornata       |
|         |      |                       |
| 28 nov. | 3-1  | Genoa-Andrea Doria    |
| 28 nov. | 1-0  | Inter-Juventus        |
| 28 nov. | 6-2  | Torino-Milan          |
| 28 nov. | 0-4  | Ausonia-Pro Vercelli* |

| (5ª)    | (5ª) | Quinta giornata           |
|         |      |                           |
| 5 dic.  | 2-2  | Ausonia-Juventus          |
| 5 dic.  | 3-4  | Torino-Inter              |
| 5 dic.  | 3-6  | US Milanese-Pro Vercelli* |
| 17 apr. | 1-7  | Andrea Doria-Milan        |

| (6ª)    | (6ª) | Sesta giornata      |
|         |      |                     |
| 12 dic. | 3-1  | Andrea Doria-Torino |
| 12 dic. | 2-0  | Inter-Genoa         |
| 12 dic. | 6-0  | Juventus-Ausonia    |
| 12 dic. | 1-0  | Milan-US Milanese   |

| (7ª)    | (7ª) | Settima giornata     |
|         |      |                      |
| 19 dic. | 0-1  | Genoa-Milan          |
| 19 dic. | 0-2  | US Milanese-Juventus |
| 19 dic. | 1-2  | Pro Vercelli-Inter   |
| 19 dic. | 5-0  | Torino-Andrea Doria  |

| (8ª)    | (8ª) | Ottava giornata           |
|         |      |                           |
| 2 gen.  | 2-6  | Ausonia-Inter             |
| 2 gen.  | 0-3  | Milan-Pro Vercelli        |
| 2 gen.  | 4-2  | Andrea Doria-US Milanese* |
| 24 apr. | 0-2  | Torino-Genoa              |

| (9ª)    | (9ª) | Nona giornata      |
|         |      |                    |
| 9 gen.  | 13-1 | Torino-US Milanese |
| 9 gen.  | 1-2  | Genoa-Pro Vercelli |
| 24 apr. | 2-0  | Milan-Andrea Doria |

| (10ª)   | (10ª) | Decima giornata            |
|         |       |                            |
| 16 gen. | 3-3   | Ausonia-Genoa              |
| 16 gen. | 5-3   | Juventus-Milan             |
| 16 gen. | 2-5   | US Milanese-Inter          |
| 16 gen. | 2-0   | Andrea Doria-Pro Vercelli* |

| (11ª)   | (11ª) | Undicesima giornata       |
|         |       |                           |
| 23 gen. | 0-1   | Milan-Juventus            |
| 23 gen. | 5-1   | Pro Vercelli-US Milanese* |
| 23 gen. | 3-0   | Andrea Doria-Ausonia*     |

| (12ª)   | (12ª) | Dodicesima giornata   |
|         |       |                       |
| 30 gen. | 3-0   | Andrea Doria-Genoa    |
| 30 gen. | 2-2   | Ausonia-Milan         |
| 30 gen. | 7-2   | Inter-US Milanese     |
| 30 gen. | 0-0   | Juventus-Pro Vercelli |

| (13ª)   | (13ª) | Tredicesima giornata  |
|         |       |                       |
| 6 feb.  | 0-0   | Ausonia-Andrea Doria* |
| 6 feb.  | 0-5   | Milan-Inter           |
| 6 feb.  | 2-4   | Torino-Pro Vercelli   |
| 29 mag. | 2-0   | Genoa-Juventus        |

| (14ª)   | (14ª) | Quattordicesima giornata |
|         |       |                          |
| 13 feb. | 4-0   | Juventus-Andrea Doria    |
| 13 feb. | 1-0   | Milan-Genoa              |
| 13 feb. | 0-1   | Pro Vercelli-Torino      |
| 13 feb. | 5-1   | US Milanese-Ausonia*     |

| (15ª)   | (15ª) | Quindicesima giornata |
|         |       |                       |
| 20 feb. | 5-0   | Inter-Andrea Doria    |
| 20 feb. | 4-0   | Pro Vercelli-Milan    |
| 20 feb. | 2-0   | Torino-Ausonia        |
| 1º mag. | 3-3   | Genoa-US Milanese     |

| (16ª)   | (16ª) | Sedicesima giornata   |
|         |       |                       |
| 27 feb. | 1-4   | Ausonia-US Milanese*  |
| 27 feb. | 0-0   | Genoa-Torino          |
| 27 feb. | 5-1   | Inter-Milan           |
| 27 feb. | 4-0   | Pro Vercelli-Juventus |

| (17ª)  | (17ª) | Diciassettesima giornata |
|        |       |                          |
| 6 mar. | 1-3   | Andrea Doria-Inter       |
| 6 mar. | 0-2   | Juventus-Genoa           |
| 6 mar. | 0-1   | Milan-Torino             |
| 6 mar. | 3-0   | Pro Vercelli-Ausonia*    |

| (18ª)  | (18ª) | Diciottesima giornata     |
|        |       |                           |
| 3 apr. | 4-0   | Genoa-Inter               |
| 3 apr. | 5-0   | US Milanese-Andrea Doria* |

| (19ª)   | (19ª) | Diciannovesima giornata |
|         |       |                         |
| 10 apr. | 0-1   | Andrea Doria-Juventus   |
| 10 apr. | 7-2   | Inter-Torino            |

| (20ª)   | (20ª) | Ventesima giornata   |
|         |       |                      |
| 17 apr. | 0-2   | Ausonia-Torino       |
| 24 apr. | 1-2   | Juventus-US Milanese |

#### Tabellone
|              | Ado  | Aus  | Gen  | Int  | Juv  | Mil  | Pro  | Tor  | USM  |
| ------------ | ---- | ---- | ---- | ---- | ---- | ---- | ---- | ---- | ---- |
| Andrea Doria | –––– | 3-0  | 3-0  | 1-3  | 0-1  | 1-7  | 2-0  | 3-1  | 4-2  |
| Ausonia      | 0-0  | –––– | 3-3  | 2-6  | 2-2  | 2-2  | 0-4  | 0-2  | 1-4  |
| Genoa        | 3-1  | 6-2  | –––– | 4-0  | 2-0  | 0-1  | 1-2  | 0-0  | 3-3  |
| Inter        | 5-0  | 2-2  | 2-0  | –––– | 1-0  | 5-1  | 1-4  | 7-2  | 7-2  |
| Juventus     | 4-0  | 6-0  | 0-2  | 2-0  | –––– | 5-3  | 0-0  | 3-0  | 1-2  |
| Milan        | 2-0  | 2-1  | 1-0  | 0-5  | 0-1  | –––– | 0-3  | 0-1  | 1-0  |
| Pro Vercelli | 1-0  | 3-0  | 5-2  | 1-2  | 4-0  | 4-0  | –––– | 0-1  | 5-1  |
| Torino       | 5-0  | 2-0  | 0-2  | 3-4  | 3-1  | 6-2  | 2-4  | –––– | 13-1 |
| US Milanese  | 5-0  | 5-1  | 0-1  | 2-5  | 0-2  | 2-1  | 3-6  | 3-2  | –––– |

## Spareggio
| Arbitro: | Meazza (Milano) |

|                             |           |                                                               |
| Tacchini Zorzoli Rampini II | Marcatori | , Engler , Fossati I Payer I Peterly I Schuler (aut.) Zorzoli |

## Statistiche

### Squadre

#### Capoliste solitarie
|    | ——           | —— | —— | —— | —— | —— | —— | —— | ——  | ——  | ——  | ——  | ——  | ——  | ——  | ——  | ——  | ——  | ——  | ——  | ——  | —— |  |
|    | Pro Vercelli |    |    |    |    |    |    |    |     |     |     |     |     |     |     |     |     |     |     |     |     |    |  |
|    |              |    |    |    |    |    |    |    |     |     |     |     |     |     |     |     |     |     |     |     |     |    |  |
|    |              |    |    |    |    |    |    |    |     |     |     |     |     |     |     |     |     |     |     |     |     |    |  |
| 1ª | 2ª           | 3ª | 4ª | 5ª | 6ª | 7ª | 8ª | 9ª | 10ª | 11ª | 12ª | 13ª | 14ª | 15ª | 16ª | 17ª | 18ª | 19ª | 20ª | 21ª | 22ª |    |  |

#### Classifica in divenire
|              | 1ª | 2ª | 3ª | 4ª | 5ª | 6ª | 7ª | 8ª | 9ª | 10ª | 11ª | 12ª | 13ª | 14ª | 15ª | 16ª | 17ª | 18ª | 19ª | 20ª | 21ª | 22ª |
| ------------ | -- | -- | -- | -- | -- | -- | -- | -- | -- | --- | --- | --- | --- | --- | --- | --- | --- | --- | --- | --- | --- | --- |
| Andrea Doria | 0  | 0  | 0  | 0  | 0  | 2  | 2  | 4  | 4  | 6   | 8   | 10  | 11  | 11  | 11  | 11  | 11  | 11  | 11  | 11  | 11  | 11  |
| Ausonia      | 1  | 1  | 1  | 1  | 2  | 2  | 2  | 2  | 2  | 3   | 3   | 4   | 5   | 5   | 5   | 5   | 5   | 5   | 5   | 5   | 5   | 5   |
| Genoa        | 2  | 2  | 4  | 6  | 6  | 6  | 6  | 6  | 6  | 7   | 7   | 7   | 7   | 7   | 8   | 9   | 11  | 13  | 13  | 13  | 15  | 17  |
| Inter        | 1  | 1  | 1  | 3  | 5  | 7  | 9  | 11 | 11 | 13  | 13  | 15  | 17  | 17  | 19  | 21  | 23  | 23  | 25  | 25  | 25  | 25  |
| Juventus     | 0  | 2  | 4  | 4  | 5  | 7  | 9  | 9  | 9  | 11  | 13  | 14  | 14  | 16  | 16  | 16  | 16  | 16  | 18  | 18  | 18  | 18  |
| Milan        | 0  | 2  | 2  | 2  | 2  | 4  | 6  | 6  | 6  | 6   | 6   | 7   | 7   | 9   | 9   | 9   | 9   | 9   | 9   | 11  | 13  | 13  |
| Pro Vercelli | 2  | 4  | 6  | 8  | 10 | 10 | 10 | 12 | 14 | 14  | 16  | 17  | 19  | 19  | 21  | 23  | 25  | 25  | 25  | 25  | 25  | 25  |
| Torino       | 2  | 2  | 2  | 4  | 4  | 4  | 6  | 6  | 8  | 8   | 8   | 8   | 8   | 10  | 12  | 13  | 15  | 15  | 15  | 17  | 17  | 17  |
| US Milanese  | 0  | 2  | 4  | 4  | 4  | 4  | 4  | 4  | 4  | 4   | 4   | 4   | 4   | 6   | 7   | 9   | 9   | 11  | 11  | 11  | 13  | 13  |

- NOTA: a causa dei numerosi rinvii e della disomogeneità delle giornate, la classifica in divenire potrebbe rispecchiare solo in parte il reale andamento delle squadre nel campionato.

#### Classifiche di rendimento
| Andata       | Andata | Ritorno      | Ritorno |
|              |        |              |         |
| Pro Vercelli | 12     | Inter        | 14      |
| Inter        | 11     | Pro Vercelli | 13      |
| Juventus     | 9      | Genoa        | 11      |
| Genoa        | 6      | Torino       | 11      |
| Milan        | 6      | Juventus     | 9       |
| Torino       | 6      | US Milanese  | 9       |
| Andrea Doria | 4      | Andrea Doria | 7       |
| US Milanese  | 4      | Milan        | 7       |
| Ausonia      | 2      | Ausonia      | 3       |

| In casa      | In casa | In trasferta | In trasferta |
|              |         |              |              |
| Inter        | 13      | Pro Vercelli | 13           |
| Pro Vercelli | 12      | Inter        | 12           |
| Juventus     | 11      | Genoa        | 7            |
| Genoa        | 10      | Juventus     | 7            |
| Torino       | 10      | Torino       | 7            |
| Andrea Doria | 9       | Milan        | 5            |
| Milan        | 8       | US Milanese  | 5            |
| US Milanese  | 8       | Andrea Doria | 2            |
| Ausonia      | 4       | Ausonia      | 1            |

#### Primati stagionali
Squadre
- Maggior numero di vittorie: Inter e Pro Vercelli (12)
- Minor numero di sconfitte: Inter e Pro Vercelli (3)
- Miglior attacco: Inter (55 reti)
- Miglior difesa: Pro Vercelli (15 reti)
- Miglior quoziente reti: Pro Vercelli (3,07)
- Maggior numero di pareggi: Ausonia (5)
- Minor numero di vittorie: Ausonia (0)
- Maggior numero di sconfitte: Ausonia (11)
- Peggiore attacco: Ausonia (16 reti)
- Peggior difesa: Ausonia (54 reti)
- Peggior quoziente reti: Ausonia (0,30)

Partite
- Partita con più reti: Torino-US Milanese 13-1 (14)